# Giardella
Giardella is een geslacht van eenoogkreeftjes uit de familie van de Clausidiidae. 
De wetenschappelijke naam van het geslacht is voor het eerst geldig gepubliceerd in 1888 door Canu.

## Soorten
- Giardella caissarum (Kihara & Rocha, 1993)
- Giardella callianassae Canu, 1888
- Giardella carinifer (Humes, 1965)
- Giardella ricoensis Kim I.H., 2007
- Giardella thompsoni Scott A., 1906